# Invorio
Invorio (Invô in piemontese) è un comune italiano di 4 267 abitanti della provincia di Novara in Piemonte, sorto nel 1928 dall'aggregazione del soppresso comune di Invorio Superiore a quello di Invorio Inferiore, che ha assunto l'attuale denominazione .

## Geografia fisica
Il comune di Invorio è situato in Piemonte al confine del basso Vergante e, proprio per questo, viene chiamato anche "Porta del Vergante".
Il suo territorio, che si estende nella parte settentrionale della provincia di Novara, è ricoperto prevalentemente da boschi (per il 65% circa) ed è perlopiù collinare.

## Origini del nome
L'ipotesi più attendibile relativa al toponimo di questo comune è quella che lo deriva dal gentilizio gallo-romano Eburius. Il suo significato, pertanto, è quello di "luogo di Eburio".

## Storia

### Origini
La sua origine antica, probabilmente romana, è testimoniata da alcuni reperti del 200 d.C.

### Il Medioevo
Sin dal X secolo Invorio è un territorio che appartiene alla Corte di Massino Visconti ed è diviso in due parti: Invorio Superiore e Invorio Inferiore. L'area è stata da sempre sottoposta alla giurisdizione di diversi signori: i conti di Pombia, i Da Castello, i Casanova e i Visconti.
Ad Invorio nel 1207 nacque Ottone Visconti, che sarebbe divenuto arcivescovo di Milano, iniziando così il potere visconteo sulla città, dopo molti anni di guerra con i Torriani.
Anche Matteo I Visconti, il primo Visconti a reggere le sorti di Milano, nacque ad Invorio.

### Tra gli spagnoli e gli austriaci
In seguito, con la pace di Cateau Cambrésis, nel 1559 ai Visconti subentrò la dominazione spagnola; con la pace di Utrecht, nel 1713, seguì il dominio austriaco fino a quando Carlo Emanuele III di Savoia ottenne anche l'alto novarese.

### Tempi recenti
Il 3 aprile 1928 le due storiche località — Invorio Superiore e Invorio Inferiore — si unirono in un unico comune: Invorio.

### Simboli
Lo stemma comunale è stato riconosciuto con DCG del 29 ottobre 1937 e si può blasonare:
Vi si possono riconoscere elementi legati alla storia locale: il biscione simbolo del casato dei Visconti, l'aquila e lo scettro imperiale, la mazza e la sciabola a ricordo delle battaglie per il controllo del territorio (come quelle che tra il 1356 e il 1358 videro opposti i Visconti al marchese di Monferrato) e il pastorale, attributo sia dell'abate di San Gallo che del vescovo-conte di Novara, che esercitarono il dominio temporale.
Il motto latino Tot heroum natale solum ("Luogo natale di molti signori") è tratto dall'iscrizione che per Invorio fece l'erudito avvocato Molli da Borgomanero per la visita pastorale del cardinale Giuseppe Morozzo Della Rocca vescovo di Novara il 6 maggio 1821 in cui si ricorda come Invorio appartenne alla corte di Massino e con Massino fu illustre per molti personaggi consignori dei due luoghi.
II gonfalone è un drappo di azzurro.

## Monumenti e luoghi d'interesse

### Architetture religiose
- Chiesa dei Santi Pietro e Paolo
- Chiesa di San Giacomo Apostolo

### Architetture civili e militari

#### Torre viscontea

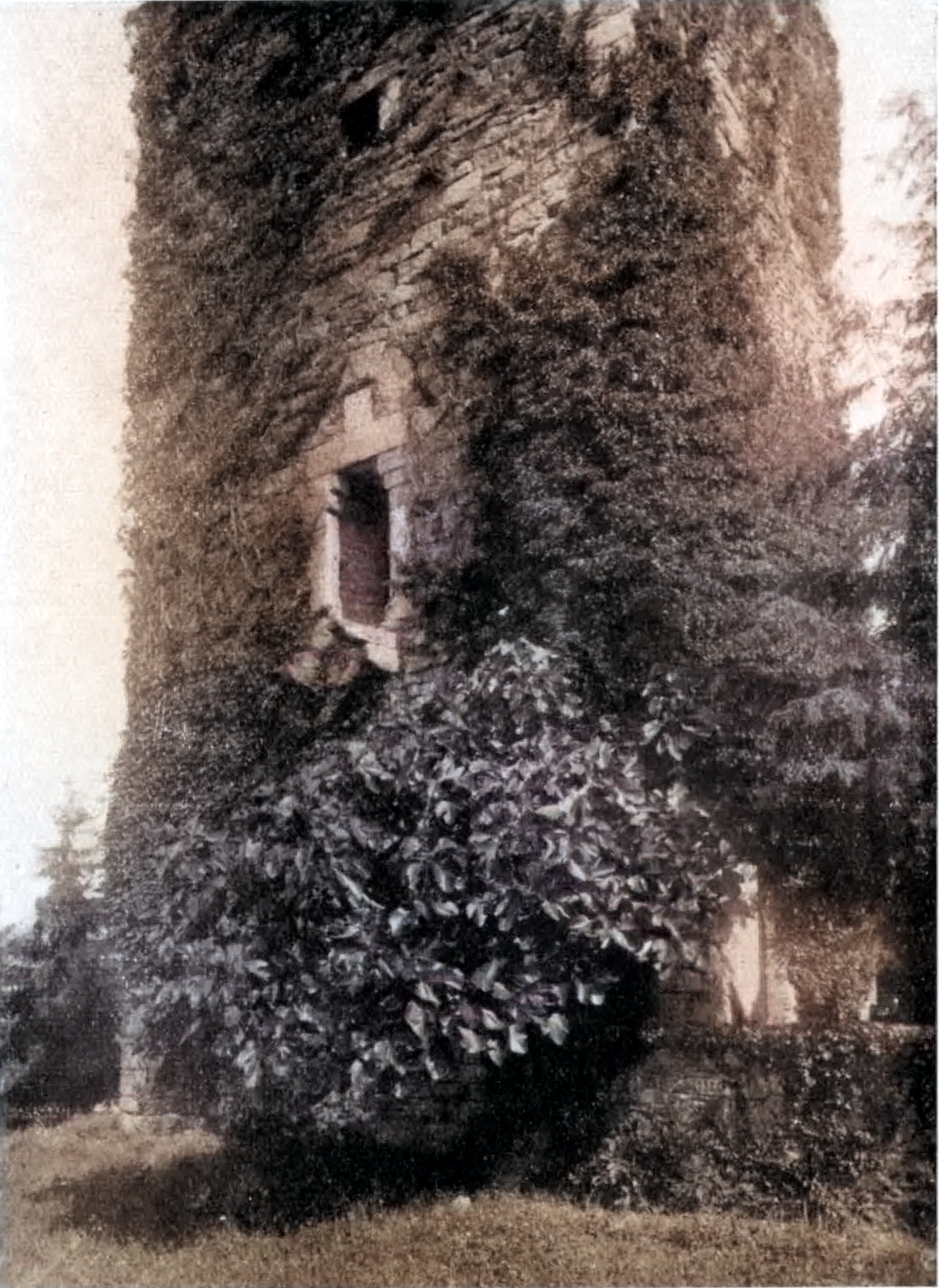
Il castello di Invorio (foto Carlo Nigra)

Al centro del paese, attualmente all'interno di una proprietà privata, si trova una torre viscontea. Essa faceva parte di un complesso di edifici risalenti al XII-XIII secolo costituenti un castello, distrutto tra il 1356 e il 1358.
La torre è in sasso lavorato ed è alta circa 16,5 m. A circa 5 m dal suolo, sul lato meridionale, presenta un'apertura sopra la quale è posto uno stemma in marmo dei Visconti. La parte superiore ha una merlatura ghibellina a coda di rondine, aggiunta alla struttura originale nel XIX secolo.
Secondo una leggenda nella torre fu murata viva Margherita Pusterla ed ancora oggi sarebbe possibile sentire le sue urla aggirandosi nei dintorni della torre durante la notte.

## Società

### Evoluzione demografica
Abitanti censiti

## Cultura

### Biblioteche
È presente la biblioteca civica fondata nel 1980.

### Eventi
- Seconda domenica di gennaio San Defendente in frazione Mescia con Corpo Volontari AIB Cerutti Luigi Invorio;
- Primo maggio, la tradizionale festa campestre chiamata "Fiora", risalente al 1493, quando, per salutare la primavera, si fabbricavano e vendevano coloratissimi fiori di carta[5];
- 23 maggio, i tradizionali tornei sportivi organizzati dal C.C.R. di Invorio
- giugno, i sentieri gastronomici, la festa multietnica e la festa di inizio estate[5];
- luglio, la gara di automodellismo, la festa della Madonna del Carmine, i festeggiamenti d'estate e il pranzo degli anziani[5];
- ottobre, la castagnata, la festa della Madonna del Rosario e lo spettacolo di burattini[5];
- novembre, la commemorazione del 4 novembre, la sagra del bollito, la festa di Santa Cecilia e la gara di automodellismo[5].

## Geografia antropica
Le frazioni di Invorio sono: Barquedo, Invorio Superiore, Mescia, Mornerona, Orio e Talonno.

## Economia
A Invorio hanno sede due importanti aziende: la Barazzoni, per la produzione di pentolame, e la Nuova Fima, che produce manometri.

## Amministrazione
Di seguito è presentata una tabella relativa alle amministrazioni che si sono succedute in questo comune.
| Periodo           | Periodo           | Primo cittadino              | Partito                                     | Carica      | Note   |
| ----------------- | ----------------- | ---------------------------- | ------------------------------------------- | ----------- | ------ |
| 1945              | 1948              | Carlo Piola                  |                                             | Sindaco     | [ 12 ] |
| 1948              | 1951              | Vittorio Petterino Patriarca |                                             | Sindaco     | [ 12 ] |
| 1951              | 1957              | Giuseppe Barbaglia           |                                             | Sindaco     | [ 12 ] |
| 1957              | 1962              | Carlo Barbaglia              |                                             | Sindaco     | [ 12 ] |
| 1962              | 1977              | Zaverio Guidetti             |                                             | Sindaco     | [ 12 ] |
| 1977              | 1979              | Giampiero Pastore            |                                             | Sindaco     | [ 12 ] |
| 1979              | 1983              | Giovanniangelo Bassetti      |                                             | Sindaco     | [ 12 ] |
| 1983              | 5 giugno 1993     | Gioachino Oioli              | Democrazia Cristiana                        | Sindaco     | [ 13 ] |
| 7 giugno 1993     | 28 aprile 1997    | Ottorino Viale               | Ind. sin.                                   | Sindaco     | [ 13 ] |
| 28 aprile 1997    | 14 maggio 2001    | Silvio Empiri                | Centro                                      | Sindaco     | [ 13 ] |
| 14 maggio 2001    | 30 novembre 2005  | Silvio Empiri                | Centro-destra                               | Sindaco     | [ 13 ] |
| 21 dicembre 2005  | 29 maggio 2006    | Alfredo Nappi                |                                             | Comm. pref. | [ 13 ] |
| 29 maggio 2006    | 16 maggio 2011    | Dario Piola                  | Lista civica                                | Sindaco     | [ 13 ] |
| 16 maggio 2011    | 5 giugno 2016     | Dario Piola                  | Lista civica Uniti per Invorio e frazioni   | Sindaco     | [ 13 ] |
| 5 giugno 2016     | 3 febbraio 2020   | Roberto Del Conte            | Lista civica Uniti per Invorio e frazioni   | Sindaco     | [ 13 ] |
| 3 febbraio 2020   | 22 settembre 2020 | Marco Baldino                |                                             | Comm. pref. | [ 13 ] |
| 22 settembre 2020 | In carica         | Flavio Pelizzoni             | Lista civica Insieme per Invorio e frazioni | Sindaco     | [ 13 ] |

## Galleria d'immagini

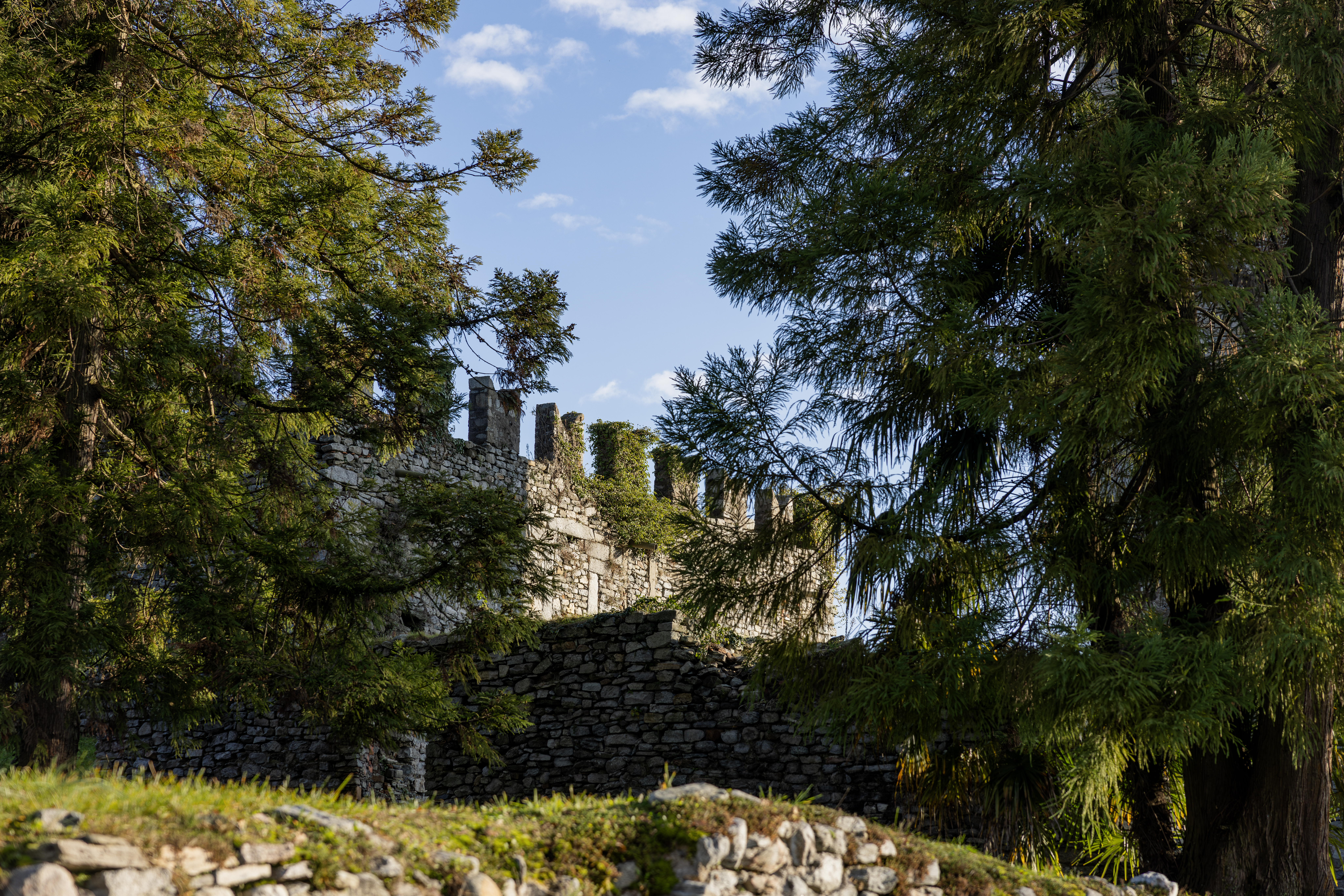
Dettaglio delle mura che circondano la Torre del castello visconteo nel 2024.
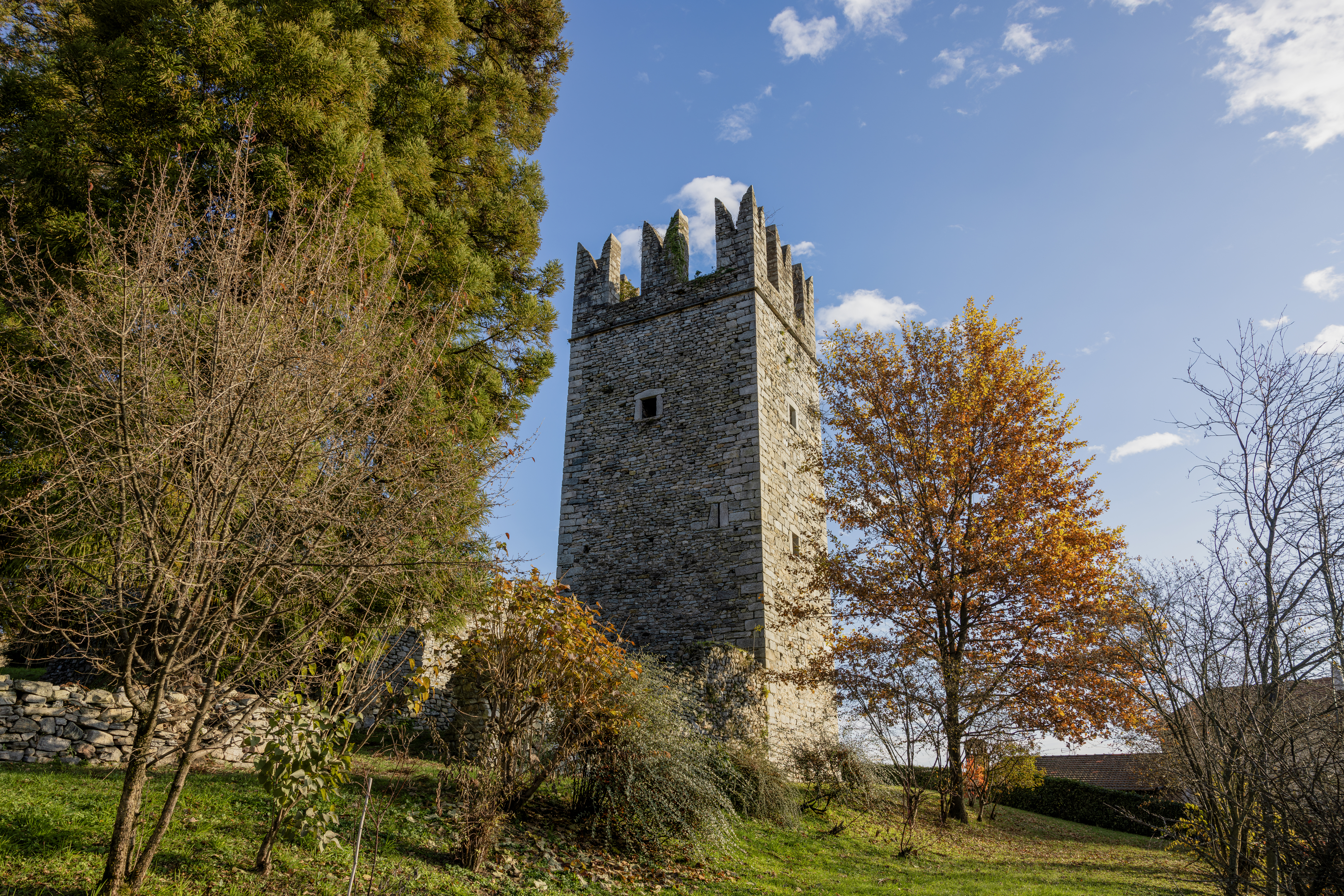
La torre del castello visconteo di Invorio nel 2024.
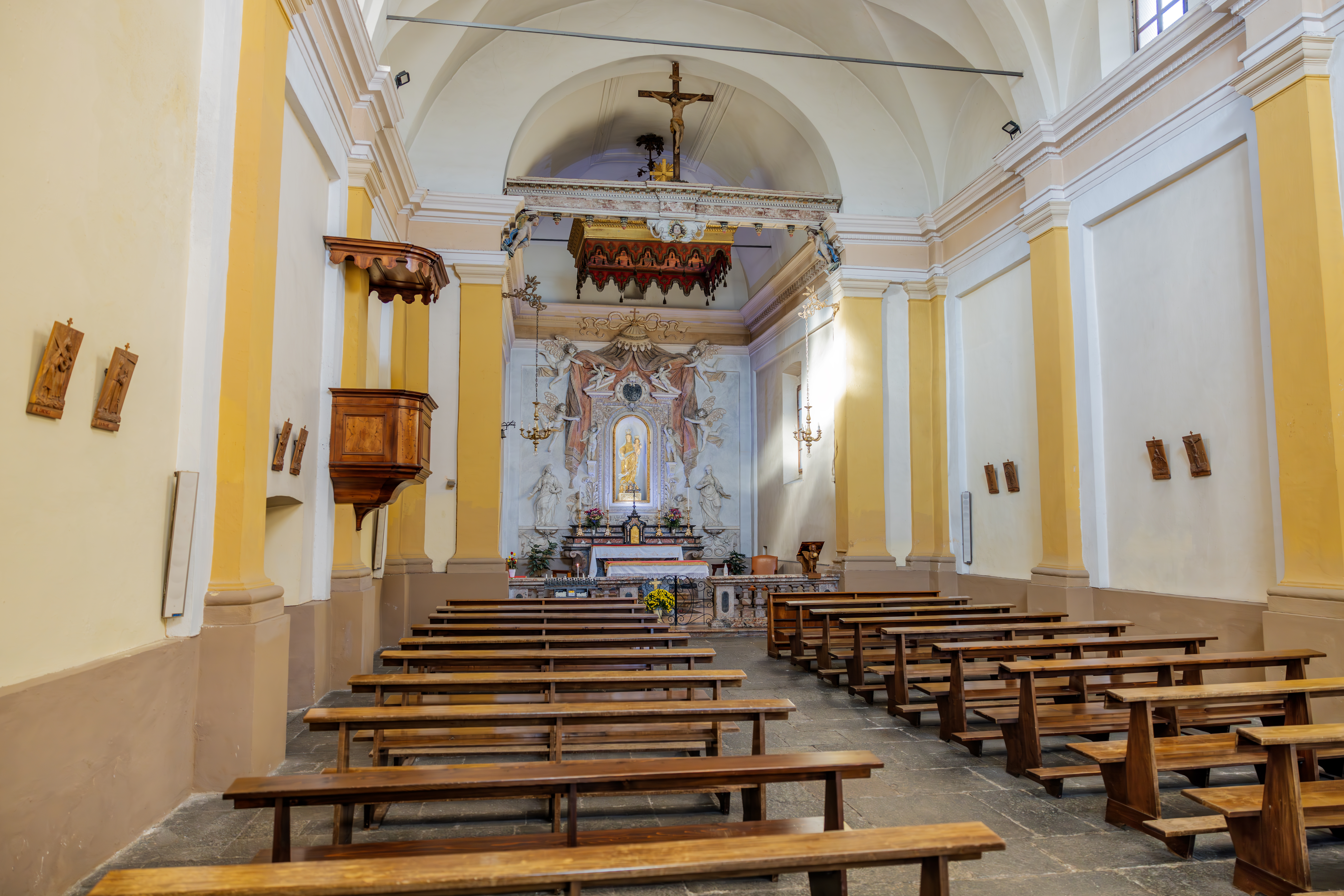
Interno della chiesa della Madonna del Carmine a Invorio
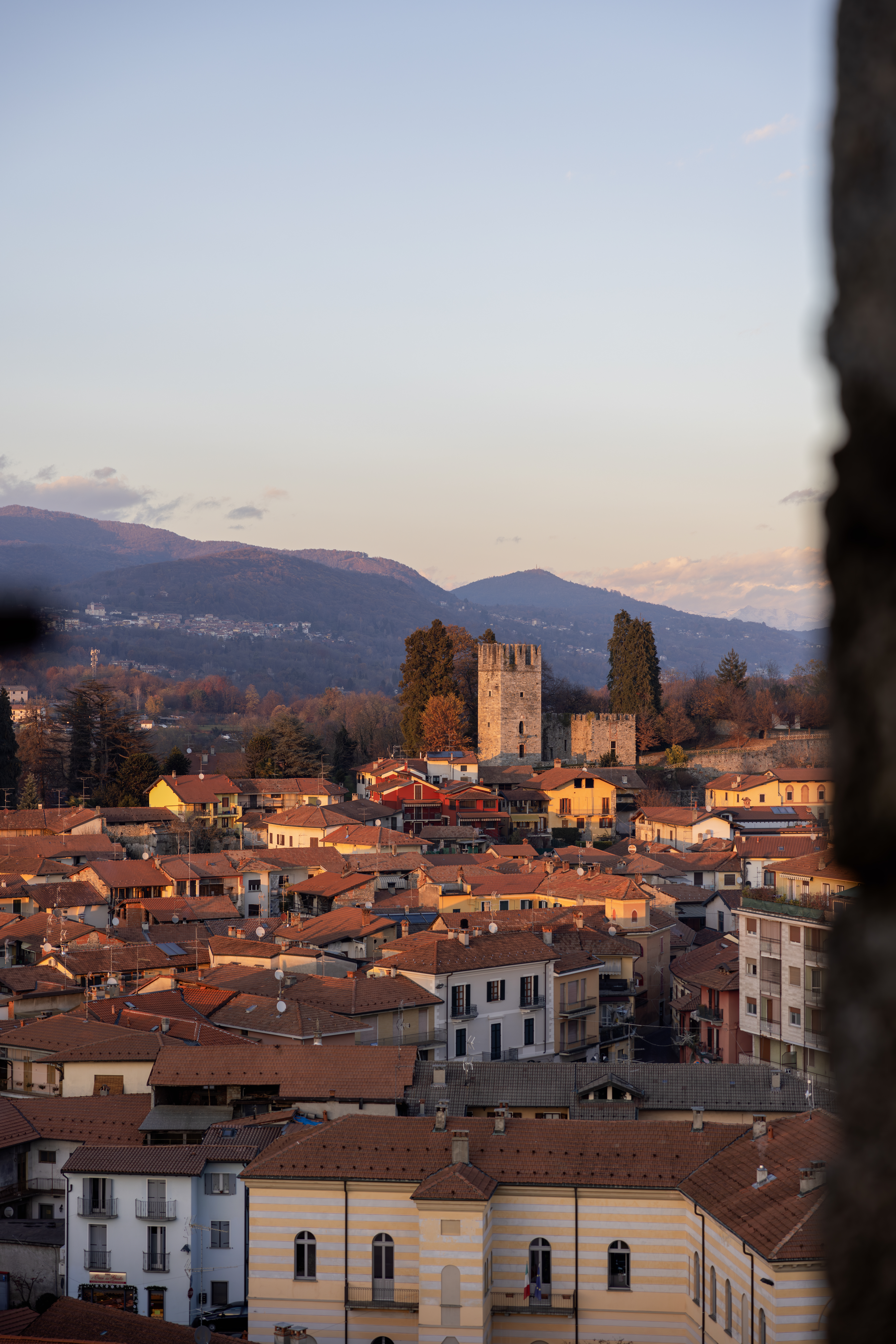
Panorama di Invorio al tramonto, visto dal campanile della Chiesa Parrocchiale di S. Pietro e Paolo
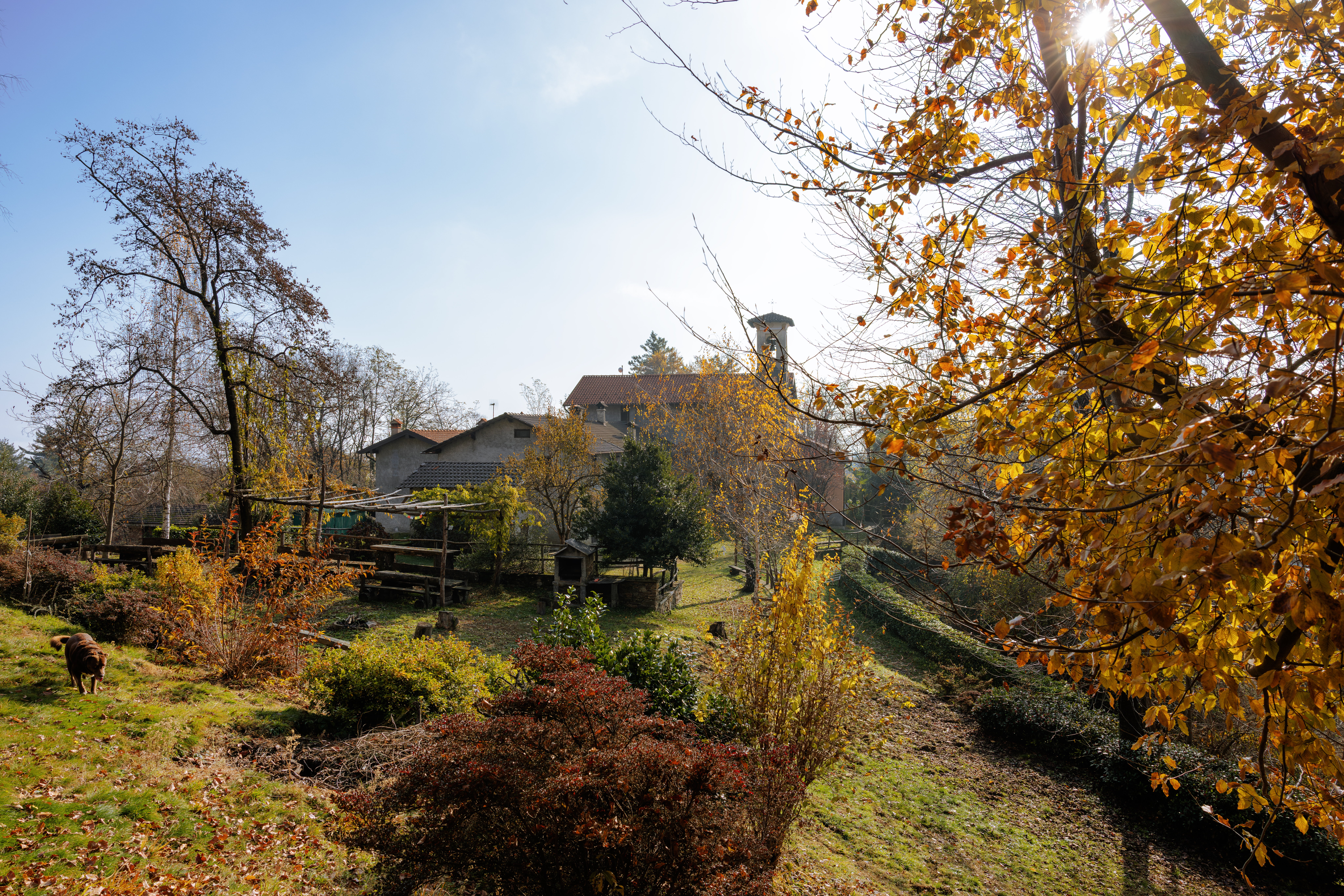
Santa Maria Annunziata Del Barro, antica chiesa sul Monte Barro (Invorio, NO), con l'abside datata 1484.
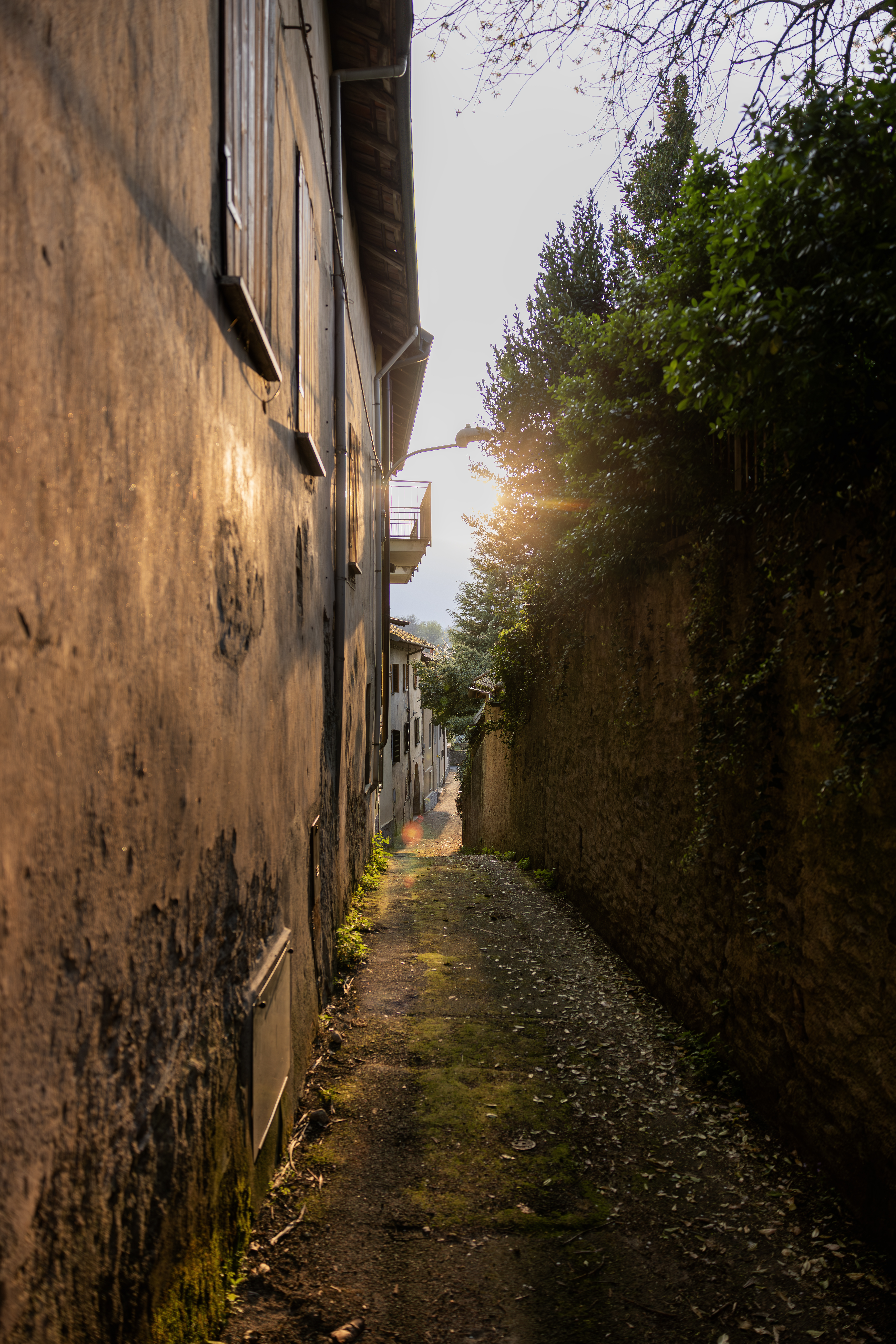
Via Bassetti - Via che, muovendo da via Martinoli a ovest, discende dal poggio su cui sorge la torre del Castello di Invorio.
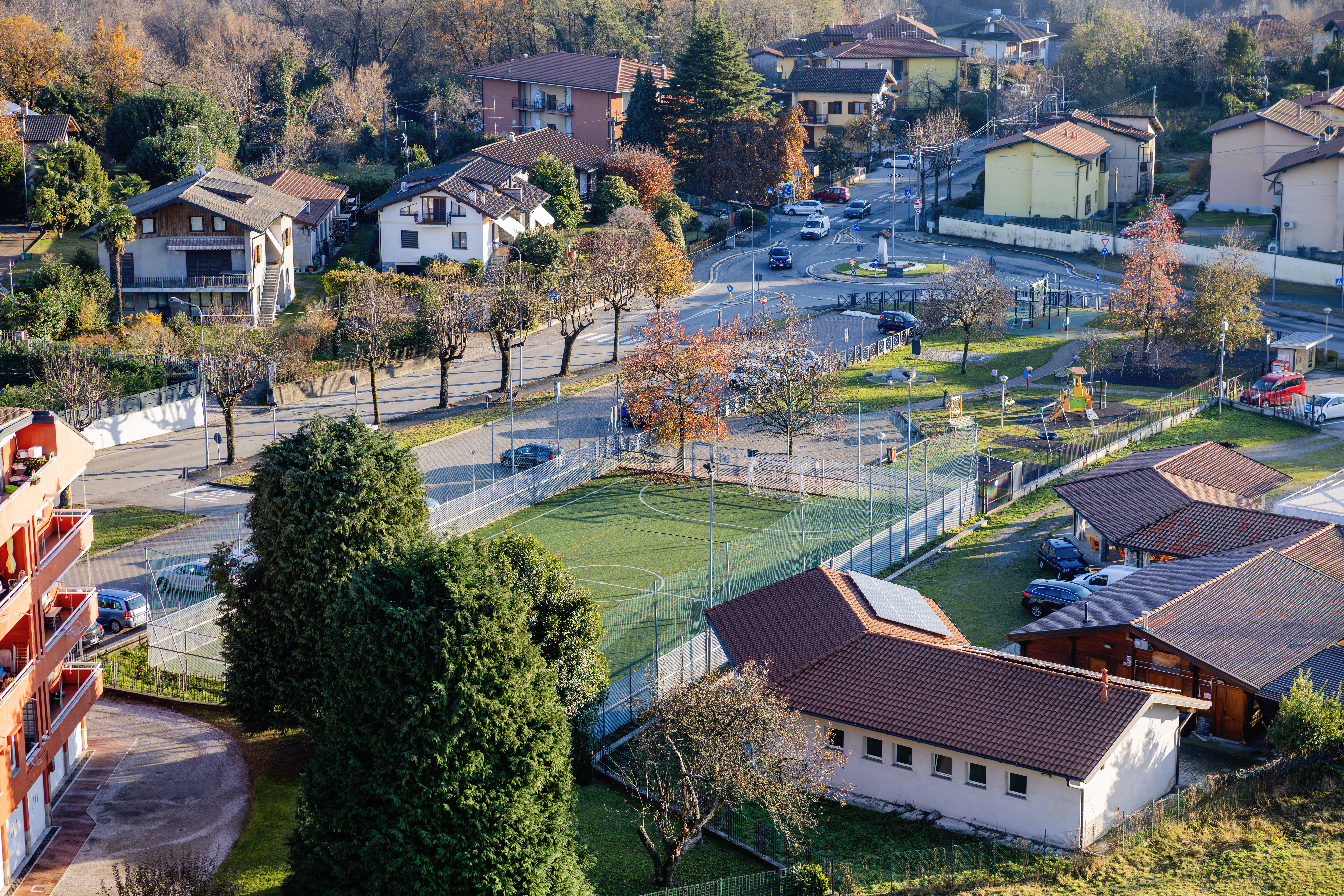
Veduta dal campanile della Chiesa Parrocchiale di S. Pietro e Paolo verso l'area ricreativa comunale.
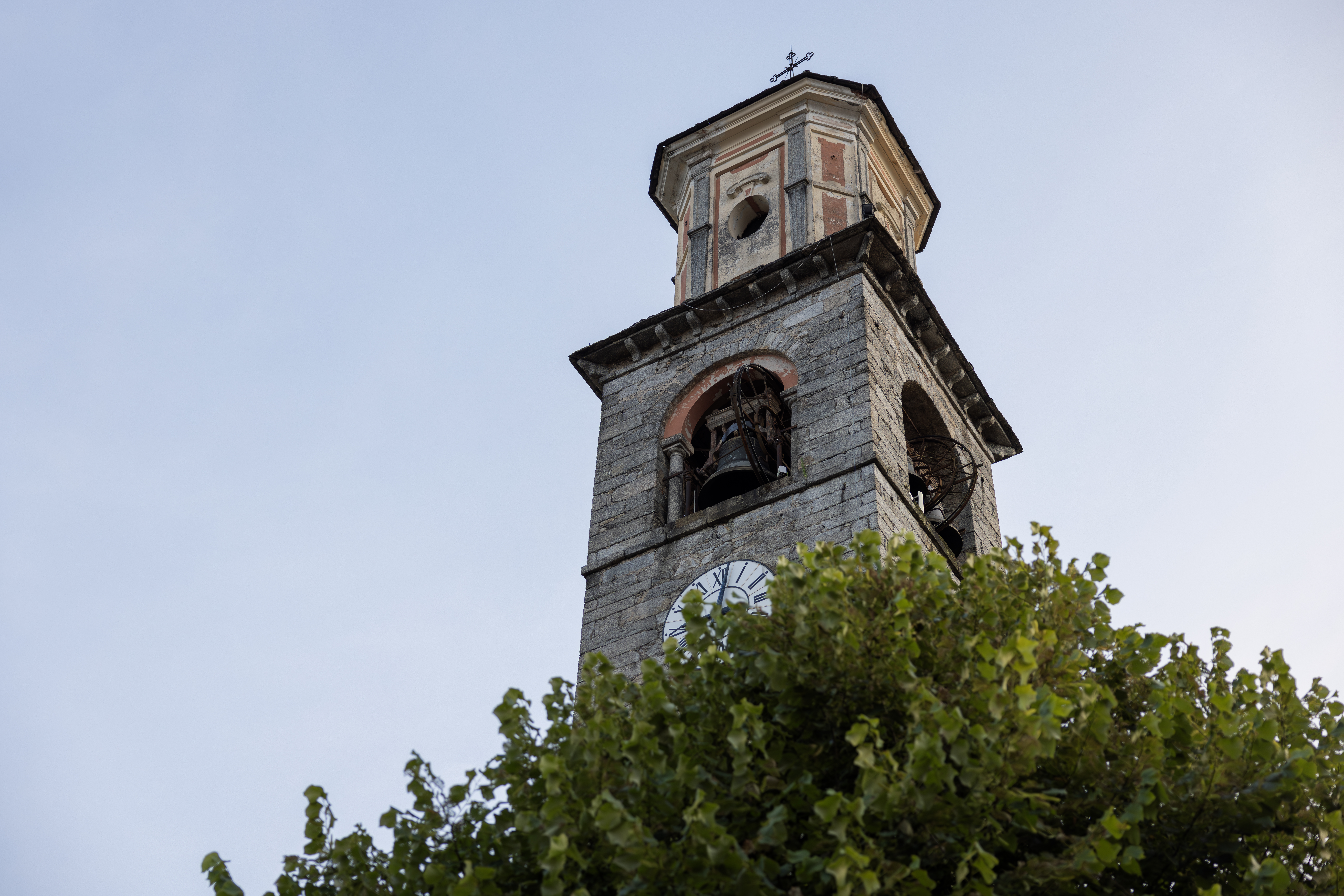
Punta del campanile in pietra a base quadrata della Chiesa dei Santi Pietro e Paolo (Invorio)

## Immagini d'epoca

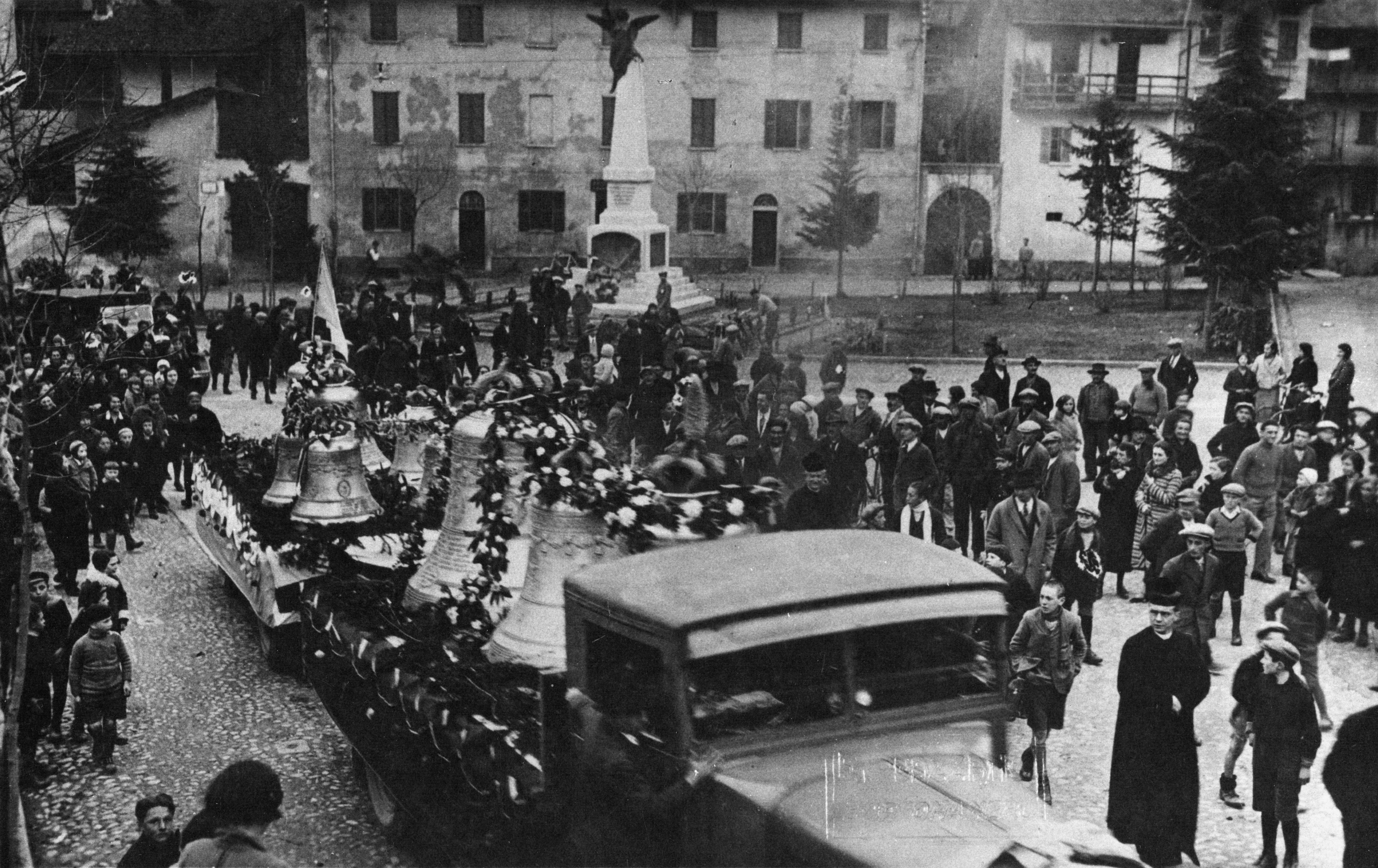
L'arrivo delle campane della chiesa parrocchiale dei Santi Apostoli Pietro e Paolo ad Invorio. Le campane furono portate ad Invorio l'11 Marzo 1933.
Le campane della chiesa parrocchiale dei Santi Apostoli Pietro e Paolo ad Invorio. Le campane furono portate ad Invorio l'11 Marzo 1933.
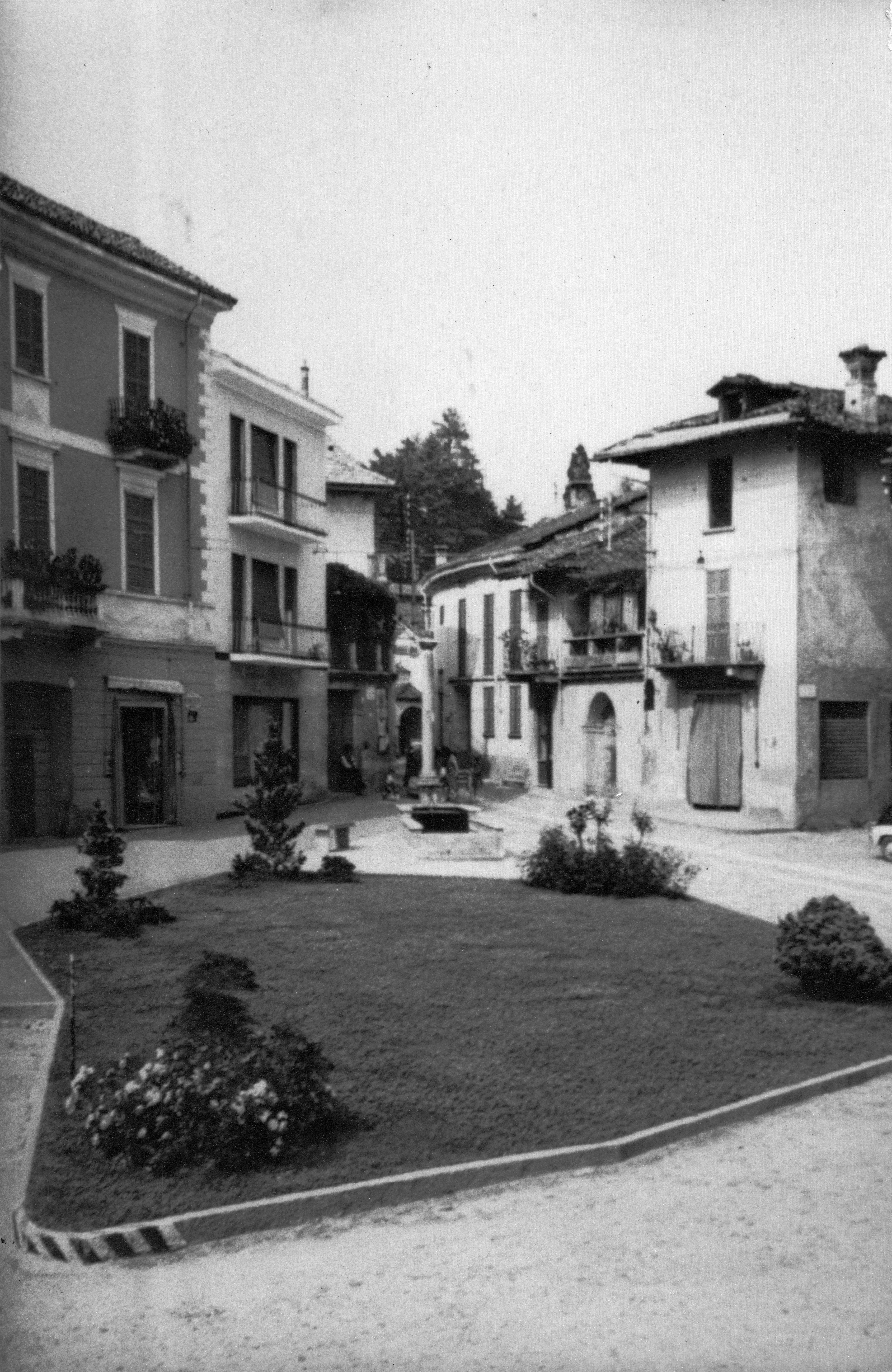
Foto d'epoca della Piazza Martiri di Invorio
A destra, Giovanniangelo Bassetti, sindaco di Invorio dal 1979 al 1983.